# Oszkár Kálmán
Oszkár Kálmán (Kisszentpéter, 19 giugno 1887 – Budapest, 17 settembre 1971) è stato un basso ungherese, ricordato come il primo interprete de Il castello di Barbablù di Béla Bartók.

## Biografia
Nacque a Kisszentpéter (nell'odierna Romania).
Frequentò la Scuola Superiore per il commercio, ottenendo il diploma di scuola superiore; mentre lavorava come impiegato, studiava musica privatamente e cantava presso il coro amatoriale locale. La sua voce si manifestò abbastanza tardi a Monaco di Baviera. Dopo lo sviluppo nel 1913 ha firmato per cantare alla Royal Opera House di Budapest. Il suo debutto avvenne con Amleto di Ambroise Thomas, nella parte dello spettro padre di Amleto. Il suo primo ruolo importante fu il 14 maggio 1914, nella parte di Sarastro ne Il Flauto Magico di Mozart.
Il 24 maggio 1918, cantò come protagonista nella prima mondiale della famosa opera di Béla Bartók, in cui creò il ruolo del protagonista Il castello di Barbablù (in ungherese A kékszakállú herceg vára, letteralmente "Il castello del duca Barbablù") che fu interpretata con la piena soddisfazione dell'autore; il pubblico era perplesso, tuttavia diede il benvenuto al nuovo lavoro. Tra i giovani membri della troupe c'era anche Olga Haselbeck, che cantava la parte di Judith.
Il 7 maggio 1918 presentò le Belated Melodies di Zoltán Kodály con un ciclo di interpretazioni (Bartók al pianoforte).
Fu tra i primi cantanti dell'Opus nove canzoni di Zoltán Kodály presso il Conservatorio di Budapest.

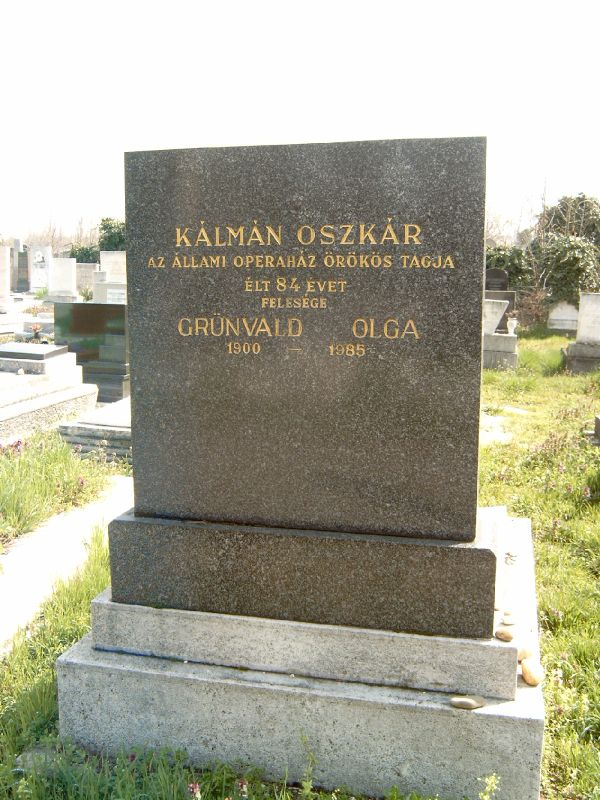
Kálmán Oszkár sírja

Dal 1920, è stato residente presso la Staatsoper di Berlino, Nel 1927 sempre a Berlino cantò sotto la direzione di Otto Klemperer; l'8 giugno 1929 partecipò alla première di Badener Lehrstück vom Einverständnis di Bertolt Brecht con musiche di Paul Hindemith.
Nell'autunno del 1929 firmò di nuovo all'Opera a Budapest, dove rimase fino al 1940, in attesa del secondo permesso di rimanere. Questo poté avvenire solo dopo le lezioni all'OMIKE.
Nel 1941, cantò Osmin ne Il ratto dal serraglio al Teatro Goldmark di Budapest.
Dal 1945 fino al suo pensionamento nel 1954, divenne nuovamente cantante del Teatro dell'Opera.
Per decenni si è esibito quasi ogni settimana nei concerti dell'oratorio. È stato anche molto attivo come cantante di canzoni.
Come cantante d'Opera e di oratorio apparì in numerose città tedesche e a Praga.
Kálmán morì a Budapest nel 1971. Riposa nel Kozma Street Cemetery.

## Onorificenze
- 1946 - Membro a vita del Teatro dell'Opera
- 1954 - Medaglia socialista del lavoro

## Interpretazioni
- Bartók: Il castello di Barbablù - Barbablù
- Beethoven: Fidelio - Rocco
- Benjamin Britten: Peter Grimes - Rondine
- Dohnányi: La Torre di Voivod - Tedesco
- Donizetti: Don Pasquale - Protagonista
- Ferenc Farkas: L'armadio magico
- Gluck: Ifigenia in Aulide - Calcante
- Goldmark: Regina di Saba - Il sacerdote
- Gounod: Faust - Mephisto
- Paul Hindemith: Badeni tandráma a beleegyezésről - Conduttore
- Mozart: Il ratto dal serraglio - Osmate
- Mozart: Così fan tutte - Guglielmo
- Mozart: Don Giovanni - Leporello
- Mozart: Il flauto magico - Sarastro
- Mussorgsky: Boris Godunov - Pimen
- Mussorgsky: Chovanščina - Doszifej
- Offenbach: I racconti di Hoffmann - Assessore CRESPEL
- Puccini: La bohème - Colline
- Puccini: Turandot - Timur
- Rossini: Il barbiere di Siviglia - Don Basilio
- Richard Strauss: Der Rosenkavalier - Barone Ochs
- Stravinsky: Œdipus Rex - Kreon
- Thomas: Hamlet - Il fantasma
- Verdi: Trovatore - Ferrando
- Verdi: Rigoletto - Monterone
- Verdi: Un ballo in maschera - Sam; Tom
- Verdi: Aida - Ramfis; il re
- Verdi: Don Carlo - re Filippo
- Wagner: Tannhäuser - Margravio Hermann
- Wagner: Lohengrin - Enrico l'Uccellatore
- Wagner: Die Meistersinger von Nürnberg - Veit Pogner
- Wagner: Tristan und Isolde - re Marke
- Wagner: Das Rheingold - Legno Solt
- Wagner: Götterdämmerung - Hagen
- Wagner: Parsifal - Gurnemanz
- Weber: Il cacciatore di magia - Kaspar